# PI첨단소재
PI 첨단소재 주식회사(PI尖端素材)는 PI(폴리이미드) 필름 및 바니쉬를 제조하는 대한민국의 기업이다. PVDF(EV/배터리용 바인더, 분리막) 사업에 강한 외국인 지분율이 4.2%이며 북미와 중국 등에 고객사에 제품을 납품한다

## 제품
전기차 핵심 부품인 구동모터 내 권선의 절연 코팅 소재로 사용되는 소재인 EV용 PI Varnish를 생산한다 FPCB 및 방열시트용 PI필름, 2차전지용 필름 등 EV 관련 제품군과 산업공정용 PI, CoF 등 첨단산업용 고부가가치 소재도 생산한다. PI필름은 스마트폰에서 발생한 열을 밖으로 내보내는 방열시트, 그리고 연성회로기판(FPCB)에 부품으로 들어가는 연성동박적층판(FCCL) 등에 주로 이용된다.

## 상장
2014년에 코스닥에 상장했고 2021년 8월 9일에 코스피로 이전 상장하였다.

## 프랑스 아케마 인수
롯데케미칼, KCC글라스, 벨기에 화학기업인 솔베이 등이 PI첨단소재 인수에 관심을 보였고 베어링PEA가 인수계약을 맺었으나 파기하고 최종적으로 프랑스의 화학 회사인 아케마가 글랜우드PE의 지분 전량 인수하였다 유동주식비율은 45.64%이며
방열시트, EV 바니시, 배터리 절연용 필름 등을 생산한다.

## 참고문헌
1. ↑  신지훈, 리딩투자증권 애널리스트 보고서 PI첨단소재, 2021.04.12
2. ↑  이민희, BNK투자증권 기업분석 리포트- PI첨단소재, 2022-02-18
3. ↑  김광수 / 차용호, 이베스트증권 애널리스트 보고서 PI첨단소재, 2023-07-25
4. ↑  김소원, 키움증권 애널리스트 보고서 PI첨단소재, 2023-07-25
5. ↑  권태우, DS자산운용 애널리스트 보고서 PI첨단소재, 2023-02-13
6. ↑  양승수, 메리츠증권  애널리스트 보고서 PI첨단소재, 2023. 6. 23
7. ↑  노경탁, 유진투자증권 애널리스트 보고서 PI첨단소재, 2021-04-27
8. ↑  유경미 변호사 소개-벨기에 화학기업 Solvay의 PI첨단소재 인수 검토
9. ↑  장정훈, 삼성증권 애널리스트 보고서 PI첨단소재, 2023-07-24
10. ↑  양승수, 메리츠증권-PI첨단소재 고멀티플이 정당화되기 어려운 구간 2024-02-07
11. ↑  장정훈, 삼성증권 COMPANY UPDATE-PI첨단소재, 2024-02-06

## 같이 보기
- 글랜우드PE
- 아케마